# Наум Бозда
Наум Бозда (Балашађармат, 6. фебруар 1784 — Пешта, 25. мај 1853) био је српски трговац и добротвор.

## Биографија

### Породица и порекло
Отац Михаило и мајка Александра, пореклом из Македоније, живели су у богатој православној црквеној општини Балашађармату у Угарској (данашњи север Мађарске). По порекло Боздини су били Грци или Цинцари. Наум је имао два брата (Јован и Ђорђе) и три сестре (Марија, Марта и Ана).

### Трговац
Пошто се обогатио трговином сољу, као велетрговац балашађарматски, Бозда је 1815. постао добротвор новооснованог Народног школског фонда прилогом од 100 форинти, заједно са братом Јованом који је приложио 500 форинти.
Преселио се 1818. у Пешту и постао закупац понтонског моста на Дунаву, све док није саграђен ланчани мост између Будима и Пеште. Купио је кућу преко пута Текелијанума и постао имућни велетрговац. Захваљујући пословним везама са познатом банкарском кућом барона Сине из Беча скоро је удвостручио свој иметак. Био је пештански изабрани грађанин и члан Дирекције за грађење ланчаног моста.

### Матица српска
Aктивни члан и приложник Матице српске (завештао јој је 200 форинти сребра) био је од 1837. до краја живота. Благајник Матице постао је 1838. и ту дужност обављао је без накнаде до 1847, као и дужност благајника фондације Јована Нака.

### Добротвор
Женио се два пута, други пут (1817) Јеленом, ћерком Јована Бјелановића, сентандрејског сенатора. Пошто нису имали деце основали су Задужбину Наума и Јелене Бозде за подршку Срба занатлија, да отворе радњу у Пешти, и свршених студената медицине да започну приватну праксу. Фондацијом је руководила Српска црквена општина у Пешти. Јелена је њихову кућну библиотеку поклонила Матици.
Наум и Јелена Бозда сахрањени су на будимпештанском гробљу Керепеши.